# Shō Morita
Shō Morita (japanisch 森田 翔 Morita Shō; * 6. Juli 2003 in der Präfektur Niigata) ist ein japanischer Fußballspieler.

## Karriere
Morita erlernte das Fußballspielen in den Jugendmannschaften von Yokohama Cosmos, Albirex Niigata und des FC Tokyo. Die U23-Mannschaft des FC Tokyo spielte in der dritten Liga, der J3 League. Bereits als Jugendspieler absolvierte er ein Drittligaspiel.